# Templo de Júpiter Estator
El templo de Júpiter Estator era un templo de la antigua Roma que estaba situado dentro del Foro Romano.
El templo fue fundado, según la leyenda, primero por Rómulo tras una batalla contra los sabinos ocurrida dentro del Foro. En el transcurso de esta batalla, los romanos habían sido forzados a retirarse colina arriba en la Vía Sacra, pero en la Puerta Mugonia, Rómulo invocó a Júpiter, ofreciéndole un templo si este paraba el avance de los sabinos, como así ocurrió, pudiendo los romanos reagruparse y vencer finalmente a los sabinos. Sobre este lugar, Rómulo fundó el templo, probablemente cerca o justo en el exterior de la Puerta. Este santuario no sería un templo (aedes) sino que sería más parecido a un altar rodeado por una valla o un murete bajo.

## Construcción posterior
En 294 a. C. Marco Atilio Régulo hizo un voto similar en una situación similar, cuando los romanos estaban perdiendo una batalla contra los Samnitas, pero entonces milagrosamente la situación cambió por completo y vencieron al enemigo. Después de aquello, construyó un templo (aedes) en el lugar en el que se encontraba el antiguo altar.

## Catilina
Fue en este templo en el que el 8 de noviembre 63 a. C., el senado se reunió a escuchar al cónsul Marco Tulio Cicerón pronunciar su famoso primer discurso contra Catilina.

## Localización
Puesto que no se conoce la ubicación de la Puerta Mugonia, la del templo tampoco se identifica con absoluta seguridad. Las fuentes escritas dan algunas indicaciones, como cerca o justo en el exterior de la Puerta, en la punta más alta de la Via Sacra o justo en la colina del Palatino, en el enclave de la Roma de Rómulo.
Existe un gran consenso sobre su localización justo junto al Arco de Tito en la ladera Norte de la colina del Palatino. Cuando en 1827 fue demolida una torre medieval, aparecieron las ruinas de un edificio antiguo, frecuentemente identificadas como los cimientos de este templo.
El arqueólogo italiano Filippo Coarelli lo sitúa más cerca del foro, entre el Templo de Antonino y Faustina y la Basílica de Majencio, donde se erige el llamado Templo de Rómulo. Sus argumentos se basan en el curso de la Via Sacra antes de la construcción de la Basílica de Majencio, en las fronteras conocidas de las regiones administrativas de la ciudad y en fuentes literarias como son las listas de los monumentos de cada región. Así pues, la ubicación cerca del Arco de Tito no encajaría, dado que estaría en una región administrativa inadecuada, además de no corresponderse con los demás edificios de las listas de escritores antiguos y, sin embargo, sí encajaría el llamado Templo de Rómulo en la Via Sacra.